# Planetes
Planetes (jap. プラネテス Puranetesu; gr. ΠΛΑΝΗΤΕΣ oznacza „planety” albo „wędrowcy”) – manga autorstwa Makoto Yukimury wydawana w magazynie Morning w latach 1999–2004 oraz oparte na niej 26-odcinkowe anime w reżyserii Gorō Taniguchi.

## Wersja polska
Polski dystrybutor DVD: Anime Virtual Polska (4 płyty)
- Planetes vol. 1[2] (odc. 1-5) – premiera: 10.01.2006[3]
- Planetes vol. 2[4]  (odc. 6-9) – premiera: 11.03.2006[5]
- Planetes vol. 3[6] (odc. 10-13) – premiera: 24.04.2006[7]
- Planetes vol. 4[8] (odc. 14-17) – premiera: 08.06.2006[9]
- Planetes vol. 5 (odc. 18-21) – premiera: 21.09.2006[10]
- Planetes vol. 6 (odc. 21-26) – premiera: 23.11.2006[11]